# Susanne Hartung
Susanne Hartung (* 1977) ist eine deutsche Wissenschaftlerin in dem Bereich Public Health. Ihr Arbeitsschwerpunkt in Lehre und Forschung ist Prävention und Gesundheitsförderung.

## Leben

### Akademische Qualifikationen
Sie erwarb ihren Doktortitel in Public Health an der Universität Bielefeld im Jahr 2013 zum Thema „Eltern in der schulischen Gesundheitsförderung: Eine theoretische Studie zum elterlichen Sozialkapital“. Zuvor absolvierte sie einen Masterstudiengang „European Labour Studies“ an den Universität Bremen und der Universität Autonoma de Barcelona im Jahr 2004 sowie einen Diplomstudiengang „Soziologie“ an der Technischen Universität Dresden im Jahr 2002. Darüber hinaus hat sie einen Zertifikatskurs in Partizipativer Sozialforschung an der Katholischen Hochschule für Sozialwesen Berlin erfolgreich abgeschlossen und eine Coachingausbildung in Bielefeld absolviert.

### Beruflicher Werdegang
Seit dem Sommersemester 2018 ist Susanne Hartung Professorin für Prävention und Gesundheitsförderung am Fachbereich Gesundheit, Pflege und Management der Hochschule Neubrandenburg. Zuvor war sie von 2017 bis 2018 als Gastprofessorin für Prävention und Gesundheitsförderung an der Alice Salomon Hochschule / Berlin School of Public Health tätig. Von 2014 bis 2018 leitete sie die Koordinierungsstelle des Forschungsverbundes PartKommPlus an der Katholischen Hochschule für Sozialwesen Berlin. In den Jahren 2013 bis 2014 war sie Co-Leitung eines Teilprojekts im Verbund „Gesundheitsförderung in Lebenswelten – Entwicklung und Sicherung von Qualität“, das von der Bundeszentrale für gesundheitliche Aufklärung (BZgA) gefördert wurde. Von Juni 2010 bis Julia 2012 war Susanne Hartung wissenschaftliche Mitarbeiterin am Wissenschaftszentrum Berlin für Sozialforschung (WZB). Dort war sie in der Forschungsgruppe Public Health im Projekt „Partizipation und Gesundheit tätig“. Zuvor war sie wissenschaftliche Mitarbeiterin an der Fakultät für Gesundheitswissenschaften an der Universität Bielefeld in dem Projekt „Bielefelder Evaluation von Elternedukationsprogrammen – im Setting Schule (quantitative/qualitative Sozialforschung)“ (2008–2010) und hat zu den Themen Sozialkapital und gesundheitliche Ungleichheit geforscht.

### Funktionen an der Hochschule Neubrandenburg
Innerhalb der Hochschule ist Susanne Hartung Mitglied im Fachbereichsrat Gesundheit, Pflege und Management sowie Vorsitzende des Prüfungsausschusses für die Hochschulzugangsberechtigung und Mitglied des Prüfungsausschusses für Gesundheitswissenschaften und Management und Versorgung in Gesundheit und Pflege.

### Aktivitäten außerhalb der Hochschule
Außerhalb ihrer akademischen Tätigkeit engagiert sich Susanne Hartung in verschiedenen Gremien und Netzwerken. Dazu gehören ihre Mitgliedschaft im Steuerungsgremium für den kommunalen Strukturaufbau im Landkreis Mecklenburgische Seenplatte, im Sprecher*innenkreis des Netzwerks für Partizipative Gesundheitsforschung (PartNet), im Programmkomitee für das Themenfeld Partizipation beim Kongress Armut und Gesundheit, sowie ihre Rolle als Sprecherin der AG „Partizipative Gesundheitsforschung der Deutschen Gesellschaft für Sozialmedizin und Prävention“ (DGSMP). Darüber hinaus ist sie in der Berliner Werkstatt Partizipative Forschung aktiv und fungiert als Beiratsmitglied des PartKommPlus – Forschungsverbunds für gesunde Kommunen.

## Publikationen
Susanne Hartung hat eine Vielzahl von wissenschaftlichen Werken verfasst oder daran mitgewirkt. Sie hat bei der Entwicklung von Leitbegriffen für die Bundeszentrale für gesundheitliche Aufklärung (BZgA) mitgewirkt. Schwerpunkte ihrer Publikationen liegen auf den Themen „Partizipation und Gesundheit“, „Gesundheitsförderung“, „Gesundheitsförderung bei Eltern und Personen mit Migrationshintergrund“ und „Schulungsprogramm für chronisch kranke Kinder und Jugendliche sowie deren Eltern“.

### Monografien und Herausgeberwerke
- Sozialkapital und gesundheitliche Ungleichheit : Analyse des elterlichen Sozialkapitals in der schulischen Gesundheitsförderung. Springer Fachmedien, Wiesbaden 2014, ISBN 978-3-658-04869-3, S. 217–247, doi:10.1007/978-3-658-04870-9.
- mit Ilona Kickbusch: Die Gesundheitsgesellschaft: Konzepte für eine gesundheitsförderliche Politik. 2. vollständig aktualisierte Auflage. Verlag Hans Huber, Bern 2014, ISBN 978-3-456-84675-0.
- mit Rolf Rosenbrock (Hrsg.): Handbuch Partizipation und Gesundheit. 1. Auflage. Verlag Hans Huber, Bern 2012, ISBN 978-3-456-85045-0.
- mit Petra Wihofszky, Michael T. Wright (Hrsg.): Partizipative Forschung: Ein Forschungsansatz für Gesundheit und seine Methoden. Springer VS, Wiesbaden/Heidelberg 2020, ISBN 978-3-658-30361-7.

### Podcasts, und Interviews
- Podcast Kongress Armut und Gesundheit: 10. Januar 2020 – Episode 4 „Partizipation & Gesundheit“ mit Gesine Bär, Annika Frahsa, Susanne Hartung und Zsuzsanna Majzik, armut-und-gesundheit.podigee.io/5-neue-episode
- Podcast Kongress Armut und Gesundheit: 4. März 2022 Episode 36 Armut & Gesundheit: Die Ottawa-Charta Teil 1: „Gesamtpolitik“ und „Lebenswelten“ mit Laurette Rasch und Susanne Hartung https://armut-und-gesundheit.podigee.io/37-neue-episode
- „Neuer Arbeitsplatz: Irgendwo zwischen Küchentisch und Kinderzimmer“ https://www.hs-nb.de/drittemission/nachrichten/detailansichtthm-n/n/neuer-arbeitsplatz-irgendwo-zwischen-kuechentisch-und-kinderzimmer-63995/ (25. Mai 2020)